# The Frantic Four Reunion 2013 - Live at Wembley Arena (DVD)
The Frantic Four Reunion 2013 - Live at Wembley Arena è un DVD/Blue Ray pubblicato dal gruppo inglese Status Quo nel settembre del 2013.

## Il DVD
Dopo oltre 30 anni di litigi ed acrimonie, i quattro componenti originali degli Status Quo (che negli anni settanta venivano definiti dalla stampa d'oltremanica Frantic Four, ovvero I Frenetici Quattro), decidono di ritornare provvisoriamente insieme per lo svolgimento di una mini-tournée nel Regno Unito.
Il tour (in tutto, nove date) si svolge nel mese di marzo del 2013 e viene accompagnato da un vasto riscontro di pubblico. Il prodotto documenta proprio l'esibizione conclusiva, tenuta presso la Wembley Arena di Londra il 17 marzo 2013.
Oltre al concerto, è presente anche un documentario della durata di 68 minuti, che racconta la reunion della band con la formazione originale e la conseguente tournée, ma non sono presenti sottotitoli in italiano.
Allegato al DVD/Blue Ray vi è anche un CD audio che contiene una selezione di 16 tracce audio tratte dal concerto.
Il lavoro sale al 1º posto delle classifiche video inglesi.

## Tracce

### Tracce disco 1 (DVD/Blue Ray)
1. Junior's Wailing - 4:22 - (Pugh/White)
2. Backwater - 4:20 - (Lancaster/Parfitt)
3. Just Take Me - 3:35 - (Lancaster/Parfitt)
4. Is There a Better Way - 3:42 - (Rossi/Lancaster)
5. In My Chair - 3:12 - (Rossi/Young)
6. Blue Eyed Lady - 3:49 - (Lancaster/Parfitt)
7. Little Lady - 3:13 - (Parfitt)
8. Most of the Time - 3:19 - (Rossi/Young)
9. (April) Spring, Summer and Wednesdays - 4:09 - (Rossi/Young)
10. Railroad - 5:47 - (Rossi/Young)
11. Oh Baby - 4:44 - (Parfitt/Rossi)
12. Forty-Five Hundred Times - 5:08 - (Rossi/Parfitt)
13. Rain - 4:57 - (Parfitt)
14. Big Fat Mama - 5:21 - (Rossi/Parfitt)
15. Down Down - 5:51 - (Rossi/Young)
16. Roadhouse Blues - 7:11 - (Manzarek/Densmore/Morrison/Krieger)
17. Don't Waste My Time - 4:30 - (Rossi/Young)
18. Bye Bye Johnny - 9:41 - (Berry)

### Extra
- Documentario (68 min.)
- Rehearsales: Backwater/Just Take Me (Live at Shepperton Studios)
- Coghlan Cam: Oh Baby (Live at Wembley Arena)

### Tracce disco 2 (CD audio)
1. Junior's Wailing - 4:22 - (Pugh/White)
2. Backwater - 4:20 - (Lancaster/Parfitt)
3. Just Take Me - 3:35 - (Lancaster/Parfitt)
4. Is There a Better Way - 3:42 - (Rossi/Lancaster)
5. In My Chair - 3:12 - (Rossi/Young)
6. Blue Eyed Lady - 3:49 - (Lancaster/Parfitt)
7. Little Lady - 3:13 - (Parfitt)
8. Most of the Time - 3:19 - (Rossi/Young)
9. (April) Spring, Summer and Wednesdays - 4:09 - (Rossi/Young)
10. Railroad - 5:47 - (Rossi/Young)
11. Oh Baby - 4:44 - (Parfitt/Rossi)
12. Forty-Five Hundred Times - 5:08 - (Rossi/Parfitt)
13. Rain - 4:57 - (Parfitt)
14. Big Fat Mama - 5:21 - (Rossi/Parfitt)
15. Down Down - 5:51 - (Rossi/Young)
16. Roadhouse Blues - 7:11 - (Manzarek/Densmore/Morrison/Krieger)

## Formazione
- Francis Rossi (chitarra solista, voce)
- Rick Parfitt (chitarra ritmica, voce)
- Alan Lancaster (basso, voce)
- John Coghlan (percussioni)

### Musicista aggiunto
- Bob Young (armonica a bocca nei brani Railroad e Roadhouse Blues)

## Classifiche
| Chart       | Posizione |
| ----------- | --------- |
| Austria     | 4         |
| Francia     | 2         |
| Germania    | 3         |
| Olanda      | 6         |
| Regno Unito | 1         |
| Svezia      | 1         |
| Svizzera    | 1         |